# The Boomtown Rats (album)
The Boomtown Rats è l'album di debutto dell'omonimo gruppo irlandese, pubblicato nel 1977.

## Tracce
1. Lookin' After No. 1
2. Neon Hearts
3. Joey's on the Street Again
4. Never Bite the Hand that Feeds
5. Mary of the 4th Form
6. (She's Gonna) Do You In
7. Close as You'll Ever Be
8. I Can Make It If You Can
9. Kicks

Bonus tracks 2005
1. Doin' It Right (1975 Live Demo)
2. My Blues Away (1975 Live Demo)
3. A Second Time (1975 Live Demo)
4. Fanzine Hero (1975 Live Demo)
5. Barefootin (Robert Parker Cover, Live in Moran's Hotel, Dublin, 1975)
6. Mary of the 4th Form (Single Version)